# گمینا ستژاوکووو
گمینا ستژاوکووو (به لهستانی:  Gmina Strzałkowo) یک گمینا در لهستان است که در شهرستان سووپتسا واقع شده‌است. گمینا ستژاوکووو ۱۴۲٫۳۹ کیلومتر مربع مساحت و ۹٬۶۱۷ نفر جمعیت دارد.